# Sisavang Vong

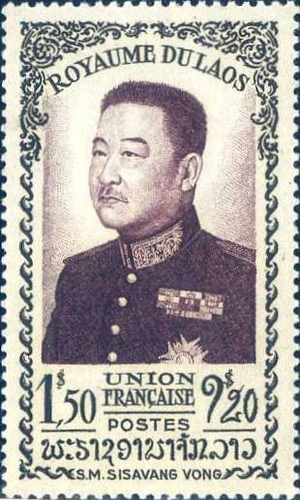
Sisavang Vong auf einer laotischen Briefmarke von 1951

Sisavang Vong (laotisch ພຣະເຈົ້າມະຫາຊີວິຕສີສວ່າງວົງສ໌ – ausgesprochen Pra Chau Maha Chiwit Sisavang Vong, „Gott des Lebens Sisavang Vong“ oder ພະບາດສົມເດັດພະເຈົ້າສີສະຫວ່າງວົງ ausgesprochen Pha Bad Som Ded Pha Chau, „Großer Gott Sisavang Vong“, kurz ສີສະຫວ່າງວົງ) voller Thronname Somdet Brhat Chao Maha Sri Vitha Lan Chang Hom Khao Brhat Rajanachakra Lao Parama Sidha Khattiya Suriya Varman Brhat Maha Sri Savangsa Varman, Sisavangvong (* 14. Juli 1885 in Luang Phrabang; † 29. Oktober 1959 ebenda) war von 1904 bis 1949 König des unter französischem Protektorat stehenden laotischen Königreichs Luang Prabang und anschließend bis 1959 König von Laos.

## Leben
Sisavang Vong wurde als Prinz (Anga Sadet Chao Fa Jaya) Khao geboren; er war der älteste Sohn von König Sakkalin von Luang Prabang (reg. 1895 bis 1904) und dessen zweiter Frau, Königin (Somdet Brhat Rajini Akkhara Maha Sri) Dungsiri (Thong Sri). Sisavang Vong wurde am Lycée Chasseloup-Laubat, Saigon, und an der École coloniale in Paris ausgebildet. Einen Tag nach dem Tod seines Vaters am 25. März 1904 wurde er zum neuen König ausgerufen und bestieg den Thron am 15. April. Die Krönungsfeierlichkeiten fanden am 4. März 1905 statt.
Sisavang Vong musste auf Druck Japans die Provinz Sayaburi an Thailand abtreten, doch gaben dafür die Franzosen Vientiane, Chiang Chung und Mueang Sing an Laos (21. August 1941). Unter japanischer Besatzung wurde am 8. April 1945 die Unabhängigkeit von Laos erklärt, doch musste er am 30. August dieses Jahres die Zustimmung zur Wiedereingliederung in Französisch-Indochina geben. Dafür erhielt er am 15. September 1945 den Titel eines Königs des vereinigten Laos. Am 10. Oktober setzte er die Unabhängigkeitserklärung von Laos außer Kraft und wurde deshalb am 20. Oktober von der provisorischen Nationalversammlung in Vientiane für „abgesetzt erklärt“. Am 23. April 1946 wurde er wieder eingesetzt und schloss mit Frankreich am 19. Juli 1949 eine Vereinbarung, die Laos als unabhängiges Königreich innerhalb der Französischen Union anerkannte. Am 22. Oktober 1953 schloss er mit Frankreich den Vertrag zur völligen Unabhängigkeit von Laos.
Sisavang Vong war mit mindestens 18 Frauen verheiratet und hatte rund 50 Nachkommen. Er starb in seinem Palast in Luang Phrabang. Ihm folgte sein ältester Sohn Savang Vatthana (reg. 1959 bis 1975) nach.